# 2017년 세계 기계 체조 선수권 대회
2017년 세계 기계 체조 선수권 대회는 2017년 9월 27일부터 10월 9일까지 캐나다 몬트리올에서 열릴 예정인 47번째 기계 체조 선수권 대회이다,